# Paradoxostoma bradyi
Paradoxostoma bradyi är en kräftdjursart som beskrevs av Georg Ossian Sars 1928. Paradoxostoma bradyi ingår i släktet Paradoxostoma och familjen Paradoxostomatidae. Arten är reproducerande i Sverige. Inga underarter finns listade i Catalogue of Life.